# Seothyra semicoccinea
Seothyra semicoccinea är en spindelart som beskrevs av Simon 1906. Seothyra semicoccinea ingår i släktet Seothyra och familjen sammetsspindlar. Inga underarter finns listade i Catalogue of Life.